# Cerapachys flavaclavatus
Cerapachys flavaclavatus är en myrart som beskrevs av Horace Donisthorpe 1938. Cerapachys flavaclavatus ingår i släktet Cerapachys och familjen myror. Inga underarter finns listade i Catalogue of Life.